# 하라다 마사히코
하라다 마사히코(일본어: 原田 雅彦, 1968년 5월 9일~)는 일본의 스키점프 선수, 지도자이다. 올림픽에 5회 참가했으며 1994년 동계 올림픽에서 라지힐 단체전 은메달을 획득했고 1998년 동계 올림픽에서 라지힐 단체전 금메달과 노멀힐 개인전 동메달을 획득했다. 또한 세계 선수권 대회에서 금메달 2개, 은메달 3개 ,동메달 1개를 획득했다.
1990년대 일본에서 대중적인 인기를 얻은 운동 선수 중 한 명으로 "해피 하라다(일본어: ハッピー・ハラダ)"라는 별명으로 잘 알려졌다.